# Leon Strehl
Pour les articles homonymes, voir Strehl.
 (décembre 2014).
Si vous disposez d'ouvrages ou d'articles de référence ou si vous connaissez des sites web de qualité traitant du thème abordé ici, merci de compléter l'article en donnant les références utiles à sa vérifiabilité et en les liant à la section « Notes et références ».
Leon Strehl (Czarnoszyce, 6 août 1891 – 1er septembre 1960), est un médecin polonais.

## Biographie
Leon de Strehl est né à Czarnoszyce, région de Czluchow en Poméranie. Il est le fils de Wladyslaw de Strehl et de Kazimiera Czarlinska. La famille de Czarlinski était connue en Poméranie pour sa résistance à la germanisation.
Leon Strehl effectue sa scolarité à Poznań où il est responsable pour la ville de l’association étudiante résistante contre les occupants. Il obtient son baccalauréat en 1911 et commence ses études de médecine. À partir de janvier 1919, il prend part, avec son père que ses deux frères, à l’insurrection de la Grande-Pologne (Powstanie Wielkopolskie) dans le groupe Leszno. Tout en continuant d'étudier, il travaille au département de médecine militaire de l’armée polonaise. En mars 1923 il a obtient son diplôme, à l’université de Varsovie. Il est nommé chef sanitaire DOK (Dowództwo Okręgu Korpusu) à Toruń, puis, chef sanitaire DOK I à Varsovie avec le rang de colonel. Entre 1920 et 1939 il travaille à la Croix-Rouge polonaise.
Pendant la campagne de septembre 1939 il sert comme chef sanitaire de l’état-major de l'Armée de Varsovie. Pour ses actions, durant la défense de la ville, il a reçoit la croix de Virtuti Militari.

Le général Juliusz Rómmel, chef de l’Armée varsovienne pendant la campagne de septembre, écrit à son sujet[Où ?] : 

« C’est à vous, Monsieur le Colonel, que j’adresse l’expression de ma reconnaissance et mon estime, au nom de notre patrie, à tout le personnel sanitaire de l’Armée Warszawa pour son dévouement et sa bravoure dans la tâche de secours porté aux blessées-défenseurs de Varsovie et de Modlin. »

Pendant l’occupation allemande, à partir de 1940 jusqu’au mois d’août 1944, le colonel Dr Leon Strehl est commandant du Szpital Ujazdow et du Szpital Maltanski, hôpitaux militaires accueillant et soignant les blessés et les prisonniers de guerre. En parallèle, au niveau de la résistance clandestine, il est le chef sanitaire de la Direction générale de « Armia Krajowa (AK) », armée des résistants sous le pseudonyme de Feliks.
Pendant l’insurrection de Varsovie (1er août-3 octobre 1944), tout en étant chef sanitaire d’AK, il mène avec bravoure des actions au centre de Varsovie en organisant des hôpitaux mobiles, dirigeant l’évacuation de l’hôpital Maltanski de la rue Senatorska vers les périphéries de Varsovie. Pour ces actions il est de nouveau décoré de la croix de Virtuti Militari.
Après l’échec de l’insurrection, Leon Srehl prend part aux traités de capitulation en intervenant pour le sort et la protection des insurgés blessés. Il est déporté dans au camp des prisonniers de guerre et hôpital militaire de Zeithain en Allemagne dont il prend le commandement durant toute sa période de détention. En août 1945 il revient de ce camp avec tous ses compatriotes, les blessées de guerre et le personnel sanitaire.
Après la guerre, Leon Strehl est nommé directeur de l’hôpital de la Croix-Rouge à Toruń. En 1951 il prend sa retraite mais continue de contribuer avec la Croix-Rouge, Commissions des Invalides, de Varsovie.
Doublement décoré de la Virtuti Militari, de la croix d'or du Mérite, de la croix de la Bravoure, puis de la croix de l’Indépendance, il décédé le 1er septembre 1960 des suites d'une longue maladie du cœur.
Il est inhumé au cimetière de Powązki à Varsovie. Son enterrement fut très solennel, la garde d’honneur militaire escortait sa dépouille, en présence de la famille, du général Juliusz Rómmel, de médecins militaires, infirmières, élèves des écoles d’infirmières en uniformes de gala.

## Postérité
Aujourd'hui, le musée du château d'Ujazdow, à Varsovie, honore sa vie de patriote et de héros national. Une stèle commémorative a été placée dans le square qui porte son nom, square Colonel Dr. Leon Strehl, en face du château d'Ujazdow.
La chapelle du musée de Powstanie Warszawskie a accueilli le tableau Vierge à l’enfant peint pour Leon Strehl à Zeithein par l’un des membres du personnel sanitaire de la part de tous ceux avec qui il a partagé la période de détention.